# Ulrich Busse (Theologe)
Ulrich Busse (* 1943 in Meschede) ist ein deutscher Theologe.

## Leben
Ulrich Busse studierte Theologie, Philosophie, Psychologie, Judaistik und Klassischen Philologie an den Universitäten in München, Münster und Jerusalem, gefördert von der Studienstiftung des deutschen Volkes. Sein Studium schloss er 1970 als Diplomtheologe ab. Von 1970 bis 1971 war er mit dem Amt des Studentenpfarrers an der Ingenieurschule für Maschinenwesen und Informatik Paderborn, Abt. Meschede beauftragt. 1971/1972 studierte er bei Michael Avi-Yonah und Menahem Stern an der Hebräischen Universität Jerusalem die Geschichte des Zweiten Tempels. Von 1972 bis 1975 war er Privatsekretär von Ernst Haenchen. Von 1972 bis 1981 war er wissenschaftlicher Mitarbeiter bzw. Assistent an den theologischen Fakultäten Münster und Bamberg. Nach der Promotion 1976 an der Katholisch-Theologischen Fakultät der Universität Münster bei Joachim Gnilka wurde er 1981 Studienrat im Hochschuldienst für Biblische Einleitungswissenschaften in Bamberg.
1982 wurde er als Professor für Katholische Theologie / Neues Testament an die Universität-Gesamthochschule Duisburg berufen. Von 1986 bis 1992 war er Chairman des Seminars Luke-Acts: Tradition und Neuschöpfung der Studiorum Novi Testamenti Societas. Als Lehrbeauftragter dozierte er von 1983 bis 1993 an der Universität-Gesamthochschule Essen. Durch die Zusammenlegung der beiden Hochschulen in Duisburg und Essen zur Universität Duisburg-Essen wurde er Universitätsprofessor für Biblische Theologie und ihre Didaktik mit dem Schwerpunkt Neues Testament an deren Institut für Katholische Theologie. Von 1997 bis 2003 war er Vorsitzender der Arbeitsgemeinschaft der deutschsprachigen katholischen Neutestamentler (AKN). 2008 wurde er emeritiert.
Seine Forschungsschwerpunkte sind die johanneischen Schriften und das lukanische Doppelwerk, biblische und hellenistische Metaphorik und auslegungsgeschichtliche Volltextdaten- und Literaturdatenbanken.

## Schriften (Auswahl)
- Die Wunder des Propheten Jesus. Die Rezeption, Komposition und Interpretation der Wundertradition im Evangelium des Lukas (= Forschung zur Bibel. Band 24). Verlag Katholisches Bibelwerk, Stuttgart 1977, ISBN 3-460-21071-0 (zugleich Dissertation, Münster 1976).
- Das Nazareth-Manifest Jesu. Eine Einführung in das lukanische Jesusbild nach Lk 4, 16–30 (= Stuttgarter Bibelstudien. Band 91). Verlag Katholisches Bibelwerk, Stuttgart 1978, ISBN 3-460-03911-6.
- Das Johannesevangelium. Bildlichkeit, Diskurs und Ritual. Mit einer Bibliographie über den Zeitraum 1986–1998 (= Bibliotheca Ephemeridum theologicarum Lovaniensium. Band 162). Leuven University Press, Leuven 2002, ISBN 90-5867-244-1.
- Jesus im Gespräch. Zur Bildrede in den Evangelien und der Apostelgeschichte (= Stuttgarter biblische Aufsatzbände. Neues Testament. Band 43). Verlag kbw, Bibelwerk, Stuttgart 2009, ISBN 978-3-460-06431-7.